# Вікторівська сільрада (Курська область)
Вікторівська сільрада — муніципальне утворення зі статусом сільського поселення у Кореневському районі Курської області Російській Федерації.
Адміністративний центр — село Вікторівка.

## Історія
Статус та межі сільради встановлено Законом Курської області від 21 жовтня 2004 року № 48-ЗКО «Про муніципальні утворення Курської області».
Законом Курської області від 26 квітня 2010 року№ 26-ЗКО до складу сільради включено населені пункти скасованої Гордіївської сільради.

## Населення
| Чисельність населення | Чисельність населення | Чисельність населення | Чисельність населення | Чисельність населення | Чисельність населення | Чисельність населення |
| 2002                  | 2010                  | 2012                  | 2013                  | 2014                  | 2015                  | 2016                  |
| --------------------- | --------------------- | --------------------- | --------------------- | --------------------- | --------------------- | --------------------- |
| 561                   | ↗828                  | ↘781                  | ↘756                  | ↘734                  | ↘718                  | ↘711                  |
| 2017                  | 2018                  | 2019                  | 2020                  | 2021                  |                       |                       |
| ↗713                  | ↗731                  | ↗744                  | ↘724                  | ↘720                  |                       |                       |

## Склад сільського поселення
| № | Населений пункт | Тип населеного пункту            | Населення |
| - | --------------- | -------------------------------- | --------- |
| 1 | Бяхово          | слобідка                         | ↘34       |
| 2 | Вікторівка      | слобідка, адміністративний центр | ↘70       |
| 3 | Внезапноє       | слобідка                         | ↘245      |
| 4 | Гордєєвка       | село                             | ↘138      |
| 5 | Троїцьке        | село                             | ↘270      |
| 6 | Успеновка       | слобідка                         | ↘71       |